# Ruth van Heyningen
Ruth Eleanor van Heyningen, née Treverton ; (26 octobre 1917)  – (24 octobre 2019) est une biochimiste britannique, reconnue pour ses recherches sur la biochimie du cristallin et de cataractes.

## Biographie
Ruth Eleanor Treverton est née en 1917 à Newport, Monmouthshire, Pays de Galles, fille d'Alan Treverton-Jones, un armateur, et de Mildred Garrod Thomas. Son père meurt quand elle a six ans. Elle fréquente le Cheltenham Ladies' College. En 1940, elle obtient un diplôme en biochimie du Newnham College de Cambridge,. Elle épouse William "Kits" van Heyningen (qui fait un doctorat dans le même département) cette année-là. Ils ont deux enfants, Simon et Joanna,.
Van Heyningen commence des études doctorales sous le mentorat des biochimistes Robin Hill et Malcolm Dixon. Cependant, en raison de la nature classifiée de son travail (sur l'effet des gaz toxiques sur les enzymes métaboliquement importantes, pendant la Seconde Guerre mondiale), elle ne peut pas publier ses recherches et terminer ses études,,. Elle et sa famille déménagent à Londres, où elle prend un emploi à l'Institut Lister, faisant des recherches sur les antigènes des groupes sanguins.
En 1947, la famille déménage à Oxford. Peu de temps après, van Heyningen commence à travailler sur un doctorat dans le département d'anatomie, sous la supervision de Joseph Weiner. Sa thèse de doctorat, achevée en 1951, porte sur la composition de la sueur.
En 1951, elle rejoint le Nuffield Laboratory of Ophthalmology de l'Université d'Oxford et mène des recherches en collaboration avec la directrice du laboratoire, Antoinette Pirie. Elle obtient une maîtrise en 1952. Elle est ensuite assistante de recherche (1952-1969) et agent de recherche principale (1969-1977). Au laboratoire, ses recherches portent sur la biochimie du cristallin, en particulier les voies biochimiques impliquées dans la formation des cataractes. Pirie et van Heyningen co-écrivent Biochemistry of the Eye, publié en 1956.
Van Heyningen est créditée de la découverte de nouvelles voies (telles que la voie du sorbitol) impliquées dans la formation de la cataracte, ainsi que de nouvelles techniques pionnières pour identifier les composés pertinents et leurs interactions,,. Par exemple, en examinant les cristallins de patients diabétiques et non diabétiques (collectés post-opératoires ou post-portem), elle démontre que des sucres monosaccharidiques s'accumulent dans les cristallins de patients diabétiques, générant des alcools de sucre nocifs pour le cristallin. Elle mène également des recherches sur le rôle du métabolisme du tryptophane dans le développement des cataractes. En 1973, van Heyningen obtient un DSc d'Oxford,. En 1976, l'Association pour la recherche en vision et en ophtalmologie lui remet sa médaille Proctor, citant ses "contributions importantes à notre compréhension du cristallin et de la cataracte",.
Van Heyningen est membre fondateur du St. Cross College de l'Université d'Oxford. Elle reste active dans son domaine de recherche même après sa retraite officielle à la fin des années 1960, publiant 20 autres articles jusqu'en 1998. Elle est décédée en 2019 deux jours avant son 102e anniversaire.